# ديفيد بادجيت
ديفيد بادجيت (بالإنجليزية: David Padgett)‏ مواليد 13 فبراير 1985 في رينو، هو مدرب كرة سلة أمريكي ولاعب سابق. بدأ مسيرته الاحترافية في سنة 2008. يدرب في تجمع ساحل الأطلسي. يبلغ طوله 6 قدم 11 بوصة (2.1 م). لعب مع كانارياس لكرة السلة في الدوري الإسباني لكرة السلة. اعتزل اللعب في 2010.

## روابط خارجية
- ديفيد بادجيت على موقع الاتحاد الدولي لكرة السلة (الإنجليزية)
- ديفيد بادجيت على موقع كرة السلة الأوروبية.كوم (الإنجليزية)
- ديفيد بادجيت على موقع كلية كرة السلة في سبورتس رفرنس.كوم (الإنجليزية)
- ديفيد بادجيت على موقع ريلجم (الإنجليزية)
- ديفيد بادجيت على موقع بروبوليرز (الإنجليزية)
- ديفيد بادجيت على موقع كلية كرة السلة في سبورتس رفرنس.كوم (الإنجليزية)